# Anthracoidea capillaris
Anthracoidea capillaris är en svampart som beskrevs av Kukkonen 1963. Anthracoidea capillaris ingår i släktet Anthracoidea och familjen Anthracoideaceae.   Inga underarter finns listade i Catalogue of Life.